# Ptujské jezero
Ptujské jezero (slovinsky Ptujsko jezero) je přehrada a vodní nádrž, nacházející se ve Slovinsku na hranici městské občiny Ptuj a občiny Markovci. Má rozlohu 3,46 km². Slouží k zásobování vodou vodní elektrárny Formin, se kterou je spojeno pomocí umělého kanálu. Přehrada byla vystavěna v roce 1978 a vzniklá vodní nádrž byla pojmenována podle nedalekého města Ptuj.
Vodní nádrž je dlouhá 7,3 km a široká 1,2 km. Největší hloubka je 12 metrů. Její objem je asi 20 milionů m³.
Ptujské jezero je rovněž přístupné turistům, kteří na něm provozují rekreační sporty, jako je veslování, jachting, surfování a rybolov. V rámci nádrže se nacházejí dva ostrůvky, na nichž hnízdí ptáci. Žije v ní rovněž velké množství ryb.